# Jan Eugen Sequardt
Jan Eugen Sequardt (13. října 1888 Vodňany – 17. dubna 1960 Vodňany) byl český spisovatel, publicista a „básník z vůle a milosti boží."

## Život

### Mládí a studium
Přišel na svět jako sedmé ze čtrnácti dětí do rodiny výrobce plstěných klobouků. Po absolvování chlapecké školy se vyučil v Protivíně pekařem. Není známo, zda školu dokončil. Přihlásil se totiž do kvarty písecké reálky a začal zde studovat. V kvintě však propadl z matematiky i deskriptivy a ve studiu pokračoval v Praze, školu zřejmě nedokončil.

### Další roky
V letech 1909–1910 byl odveden na vojnu, a rok poté ve svých 22 letech získal práci redaktora v časopise Střádal. V roce 1915 byl povolán do války, kde sloužil zřejmě na srbsko-italské frontě. Po válce žil bohémským způsobem, neměl stálé zaměstnání. Po smrti svého bratra, který ho živil, strávil poslední roky svého života ve vodňanském domově důchodců.

## Dílo
Sequardt psal beletrii, poezii, přispíval do časopisů a novin. Redigoval mimo jiné časopisy Střádal a Český národ (1914) a přispíval do tisku Našinec (Olomouc) i mnohých dalších. Jeho články a texty bylo možné nalézt pod pseudonymy Horymír Šumavský, Jeanda Sequens nebo Želmír. Byl autorem několika stovek básní, některé z nich vyšly ve sbírce epických básní Zpěvy od Blanice, která vyšla teprve v roce 1927, kdy bylo autorovi již 38 let. Sbírka vyšla jen díky podpoře kněze a vodňanského patriota Floriána Fencla a tiskaře Antonína Dvořáka, kteří za vydáním finančně stáli. Do básnické formy upravoval rozmanité báje a pověsti spojené s různými místy Vodňanska.
Napsal také několika divadelních her. Největšího ohlasu dosáhla jeho hra Revírník, čerpající z příběhu neobjasněné tragédie z lásky. Hra byla několikrát uvedena vodňanskými ochotníky a kočovnými společnostmi. Sequardt byl také vydavatelem a majitelem vodňanského čtrnáctideníku Náš domov (1933).